# Remenoville
Remenoville is een gemeente in het Franse departement Meurthe-et-Moselle in de regio Grand Est en telt 138 inwoners (2004). De plaats maakt deel uit van het arrondissement Lunéville.

## Geografie
De oppervlakte van Remenoville bedraagt 8,6 km², de bevolkingsdichtheid is 16,0 inwoners per km².
De onderstaande kaart toont de ligging van Remenoville met de belangrijkste infrastructuur en aangrenzende gemeenten.

## Demografie
Onderstaande figuur toont het verloop van het inwonertal (bron: INSEE-tellingen).